# Citrus cavaleriei
Citrus cavaleriei, comúnmente conocido como papeda de Ichang, es un arbusto o árbol perteneciente al género Citrus, dentro de la familia de las rutáceas. Es endémico del centro de China y probablemente su nombre proviene de la ciudad de Yichang (宜昌), en la provincia china de Hubei.

## Descripción

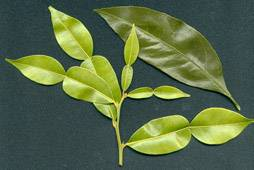
Detalle de las hojas

La papeda de Ichanges un árbol de crecimiento lento que tiene un follaje y unas flores con un característico aroma a limón. Puede llegar a crecer hasta los 4,5 m de altura y produce un fruto pequeño parecido a la mandarina. Las hojas tienen un pecíolo ancho y se parecen a las hojas del Citrus hystrix en apariencia. 

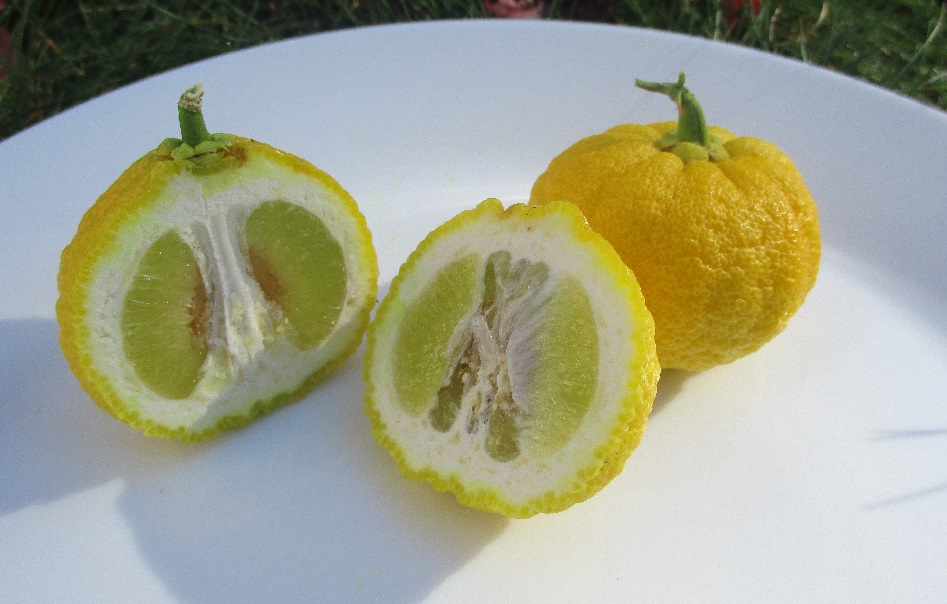
Interior del fruto

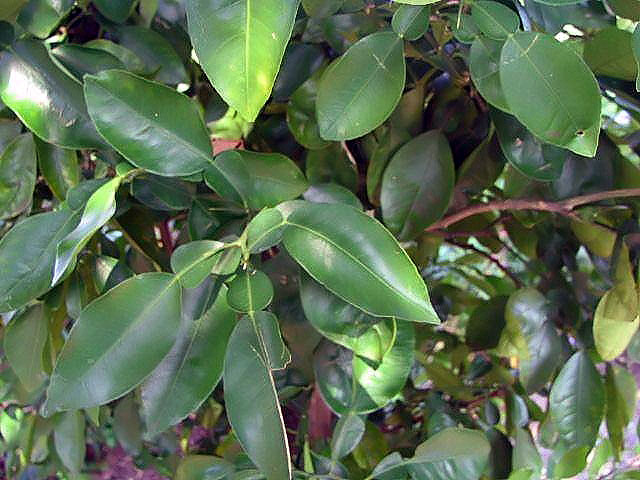
Hojas

El fruto tiene una cáscara rugosa, y puede tener forma ovalada, esférica o aplanada. Cuando madura puede adquirir un color amarillo o naranja. En su interior, la pulpa contiene muchas semillas grandes junto a una pequeña cantidad de jugo amargo o ácido. De hecho, algunos frutos carecen por completo de jugo.

## Distribución y hábitat
Su área de distribución se sitúa en China central (hasta el noroeste y oeste de Hunan) y crece principalmente en el bioma templado, con gran resistencia al frío.

## Taxonomía
Citrus cavaleriei fue descrito por los botánicos franceses Augustin Hector Léveillé y Pierre Julien Cavalerie y publicada por primera vez en la revista científica Bulletin de Géographie Botanique 21: 211 en 1911.

Etimología
- Citrus: nombre genérico que proviene del latín citrus, que se refiere a los árboles y arbustos que producen frutas cítricas, como limones, naranjas y limas. El término citrus tiene sus raíces en el griego antiguo κίτρον (kítron), que significa 'cítricos' o 'fruto de cítricos'.
- cavaleriei: epíteto específico otorgado en honor al naturalista de apellido Cavalerie.

## Uso
Aunque esta especie se cultiva ocasionalmente como planta ornamental, normalmente la papeda de Ichang se ha hibridado con muchas otras variedades de cítricos, en particular para producir híbridos que son relativamente resistentes al frío. 
Muchos de estos híbridos también tienen muchas aplicaciones culinarias, como por ejemplo el Kabosu: Un cruce entre el Citrus cavaleriei y la naranja amarga (Citrus × aurantium).